# 톰 실링
톰 실링(독일어: Tom Schilling, 1982년 2월 10일~)은 독일의 배우이다.

## 출연 작품

### 영화
- 명상 살인(2024년)
- 라라 (2019년)
- 브레히트 (2018년)
- 작가 미상 (2018년) - 쿠르트 바르너트 역
- 포인트 블랭크 (2016년)
- 펑크 (2015년)
- 우먼 인 골드 (2015년) - 하인리쉬 역
- 러브인베를린 (2014년)
- 포화속의 우정 (2014년) - 프리트헬름 역
- 후 엠 아이 (2014년) - 벤야민 역
- 스윗 프랑세즈 (2014년) - 커트 보닛 역
- 포화속의 우정 (2013년) - 프리트헬름 역
- 더 트래저디 오브 어 심플 맨 (2012년)
- 루드비히 2세 (2012년)
- 커피 인 베를린 (2012년) - 니코 역
- 마이 파이트 (2009년)
- 로버트 짐머만 분더트 지히 위버 디 리베 (2008년) - 로버트 짐머만 역
- 바더 마인호프 (2008년)
- 포르노라마 (2007년)
- 왜 남자는 경청을 못하고 여자는 주차를 못할까? (2007년)
- 레지스탕스 (2006년)
- 검은 양 대소동 (2006년)
- 위갤드 (2006년)
- 아그네스와 그의 형제들 (2006년)
- 소립자 (2006년)
- 에고슈터 (2004년)
- 나폴라 (2004년) - 알브레히트 역